# 짐 앤더튼
제임스 패트릭 앤더튼(James Patrick Anderton, 1938년 1월 21일 ~ 2018년 1월 7일)은 뉴질랜드의 정치인이자 뉴질랜드 진보당의 창립자이자 현 당수이다. 뉴질랜드 노동당 헬렌 클라크 정권에서 농림부장관과 수산부장관직을 역임하였다.

## 성장 과정
그는 1938년 1월 21일, 뉴질랜드 오클랜드시에서 태어났다. 그는 교육과정을 그의 고향에서 모두 마쳤고, 학교 교사 생활로 나아간다. 2년동안 고등학교 교사직을 수행하고, 1960년에는 로마 가톨릭 교회 소년회에 참여했으며, 후에 뉴질랜드 로마 가톨릭 교회 오클랜드 교구(diocese in Auckland)교구장의 비서직(Secritary)을 맡았다. 이후에는 그는 사업계로 눈을 돌려 타일 공장의 수출 매니저로 근무를 하게 되었다. 1971년에는 공업 회사인 앤더튼 홀딩스(Anderton Holdings)를 설립했다.

## 정치인 생활

### 노동당 의원 생활
그의 정치 생활이 시작된건 1965년, 그가 오클랜드 지역 내에 있는 마누카우(Manukau)시 시장으로 당선 당시였다. 1974년에는 다시 시장 선거에 출마하여 재당선이 되었다. 1977년에는 오클랜드 지역 당국에 가입했었다. 이미 그는 1963년 노동당에 입당했었다. 1979년에는 노동당 당의장으로 내정이 되었다. 1984년, 그는 크라이스트처치 지역 내에 있는 사이던햄(Sydenham) 지역구 의원으로 출마한다. 그는 지역구 의원으로 당선이 되었었고, 그 다음 총선인 1987년에도 재당선이 되었다.

### 창당 정치인 생활
1989년, 그를 포함한 많은 노동당 원로 의원들이 당시 당 지도부의 잘못에 대한 불만을 표출했다. 또한 당시 재정부 장관인 로저 더글라스의 경제 정책, 일명 '로저노믹스' 정책에 반발하였다. 해서 그는 같은 해에 노동당을 탈당하고, 신노동당(NewLabour Party)을 창당했다. 1990년 총선에서도 그는 같은 지역구 의원 3선에 성공했다. 1991년, 연합당(Alliance)이 창당되자 그는 연합당 당수로 선임이 되었다. 해서 연합당은 신노동당을 흡수하였다. 1996년 총선 결과, 그는 이전에 사이던햄 지역을 폐지하고, 새로이 만들어진 위그램(Wigram) 지역구 의원에 당선이 되었다. 또한 그가 이끄는 연합당은 총 13석을 차지했다. 1999년, 그는 노동당과 연계하지 않으면 국민당 정권이 이어갈 것을 알고 총선 이후, 그는 노동당과 연립정부를 수립하였다. 그 공로로 총리 바로 밑인 부총리로 임명되었다. 2002년 총선이 다가올 즈음, 연합당 지도부는 연합당이 너무 노동당에 치우친다고 비판을 했고, 또한 그가 당수라는 직책을 이용해 연합당을 너무 독단적으로 운영한다는 비판을 받았다. 결국 그와 그를 따르는 현직 의원 3명은 2002년 총선 전에, 연합당을 탈당하고 진보당을 창당했다. 하지만 당이 분열되자 총선 이후, 진보당은 단 2석의 의석 자리를 차지했고 연합당은 단 한 석의 의석도 차지를 하지 못했다. 헬렌 클라크가 이끌었던 노동당 연립 정권에서 그는 농림부와 수산부장관을 역임하였다.